# Зіркогляд світлооблямистий
Зіркогляд світлооблямистий (Uranoscopus sulphureus) ― вид риб родини зіркоглядових (Uranoscopidae). Морська рифова риба, що сягає 45.0 см довжини.

## Ареал
Поширена в Індопацифіці: Червоне море, Індонезія, Фіджі, Самоа і Тонга.